# Eurydice agilis
Eurydice agilis är en kräftdjursart som beskrevs av Jones 1971. Eurydice agilis ingår i släktet Eurydice och familjen Cirolanidae. Inga underarter finns listade i Catalogue of Life.